# Philip K. Howard
Philip K. Howard é um advogado e escritor americano. Ele escreveu sobre os efeitos da lei moderna e burocracia sobre o comportamento humano e o funcionamento da sociedade. Ele começou a Common Good, uma organização sem fins lucrativos, que defende a simplificação do governo. Em agosto de 2016, Common Good lançou a campanha "Take Charge”.

## Trabalho
Howard é o autor de The Death of Common Sense (1995), The Collapse of the Common Good (2002), Life Without Lawyers (2009), e The Rule of Nobody (2014).
Howard propôs a reforma da manipulação de ternos de negligência médica.
Ele apresentou na conferência TED 2010 com uma palestra intitulada Four Ways to Fix a Broken Legal System.
Em abril de 2017, ingressou no Fórum Estratégico e de Políticas de Donald Trump.
Howard é ex-presidente da Sociedade de Arte Municipal de Nova York.

## Recepção
Em setembro de 2010, o colunista do New York Times David Brooks destacou o trabalho de Howard sobre "o déficit de responsabilidade" e abraçou sua solução para uma "grande racionalização", chamando-a de "tema crucial do momento". Bill Bradley elogiou Life Without Lawyers como "uma chamada de despertar real de uma das mentes públicas da América", enquanto o colunista George Will do Washington Post o considera "o livro de 2009 mais necessário em casos públicos”. Em novembro de 2010, Howard era um convidado no The Daily Show  com Jon Stewart, onde falou sobre começar um movimento para aerodinamizar o governo e restaurar a responsabilidade individual em cada nível da sociedade. Ele fez aparições de acompanhamento em maio de 2011 após o relançamento de The Death of Common Sense e em junho de 2014 após o lançamento de The Rule of Nobody.
Advogados de julgamento e grupos de consumidores são os críticos mais vocais de Howard. Eles o acusaram de ter "um profundo desprezo pelo uso público do sistema de justiça" e de favorecer os interesses corporativos sobre os consumidores. Ele também foi acusado de oferecer uma visão da sociedade americana que é muito estreita, como Dahlia Lithwick escreve na sua Newsweek review sobre Life Without Lawyerss: "... a coisa mais assustadora do que um ônibus cheio de advogados é um ônibus sem eles”.

## Publicações
- Howard, Philip K. (1994). The Death of Common Sense: How Law is Suffocating America. New York: Random House (hardcover). ISBN 0-679-42994-8
- Howard, Philip K. (2002). The Collapse of the Common Good: How America's Lawsuit Culture Undermines Our Freedom. New York: Ballantine Books (paperback). ISBN 978-0-345-43871-3 (originally titled: The Lost Art of Drawing the Line)
- Howard, Philip K. (2009). Life Without Lawyers: Liberating Americans from Too Much Law. New York: W. W. Norton & Company  (hardcover). ISBN 978-0-393-06566-4
- Howard, Philip K. (2014). The Rule of Nobody: Saving America from Dead Laws and Broken Government. New York: W. W. Norton & Company  (hardcover). ISBN 978-0-393-08282-1

Howard também escreveu a introdução para o livro Al Gore Gore, Al (1 de janeiro de 2000). Common sense government : works better and costs less. [S.l.]: Random House. ISBN 9780679771326. OCLC 852738628